# Cyphostemma homblei
Cyphostemma homblei är en vinväxtart som först beskrevs av De Wild., och fick sitt nu gällande namn av Descoings. Cyphostemma homblei ingår i släktet Cyphostemma och familjen vinväxter. Inga underarter finns listade i Catalogue of Life.